# Laemophloeus pusulae
Laemophloeus pusulae là một loài bọ cánh cứng trong họ Laemophloeidae. Loài này được Blackburn miêu tả khoa học năm 1903.